# Cabanillas (Navarra)
Cabanillas es una villa y municipio español de la Comunidad Foral de Navarra, situado en la merindad de Tudela, en la Ribera de Navarra, en la comarca de Tudela (según zonificación Navarra 2000) y a 101 km de la capital de la comunidad, Pamplona. El término municipal tiene una población de 1376 habitantes (INE 2024).

## Símbolos
El escudo de armas de la villa de Cabanillas tiene el siguiente blasón:

Teniendo en cuenta que el escudo de su señorío traía un león rampante de oro y que perteneció a la orden de San Juan de Jerusalén, figura hoy en día de la siguiente forma: Cuartelado en cruz, 1: y 4: de gules con las cadenas de Navarra de oro. 2: una cruz de plata de ocho puntas símbolo de las ocho bienaventuranzas de los caballeros de San Juan y 3.' de gules y un león rampante de oro.

Está pintado incompleto, con una estrella de ocho puntas, en las vidrieras del Palacio de Navarra. Antiguamente usó por sello las cadenas del reino.

## Geografía
El municipio se encuentra situado en la Ribera Navarra, ubicado en las postrimerías de la carretera N-232 Zaragoza-Pamplona, a 8 km de Tudela, a 101 km de la capital de la comunidad, Pamplona, y a 70 km de Zaragoza.
Su territorio se reparte desigualmente entre la llanura aluvial aterrazada, junto al río Ebro, y un monte arcilloso-calcáreo que culmina en el Monte Olivete.

## Historia

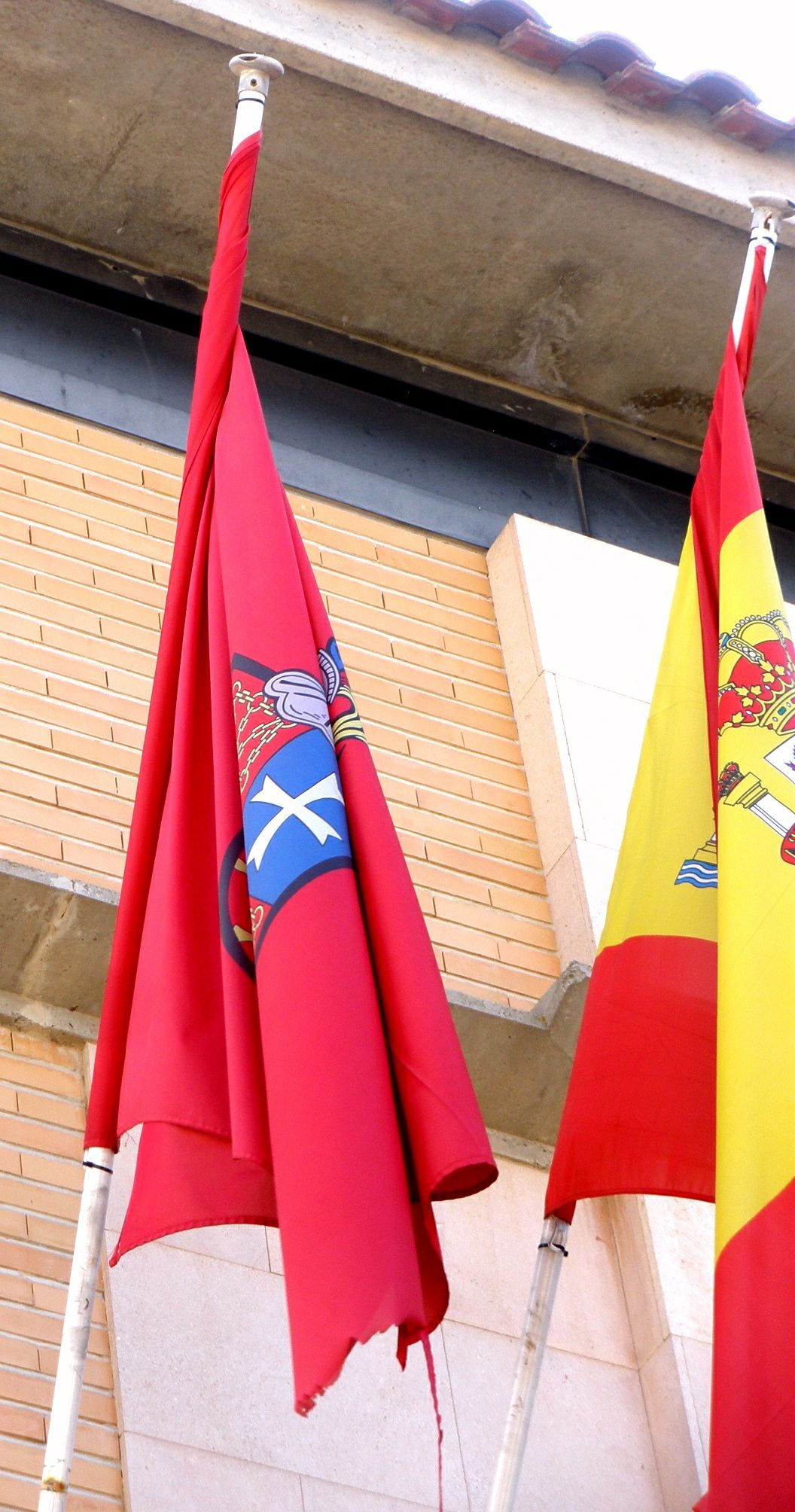
Bandera de Cabanillas, en la sede del Ayuntamiento

Consta que Alfonso I el Batallador concedió a sus pobladores el fuero de Cornago hacia 1127 habiendo solamente otras dos localidades navarras (ya desaparecidas) las que recibieran igulamente el mismo fuero: Araciel (1128) y Encisa (1129).
El rey García Ramírez donó la villa a la Orden del Hospital de San Juan de Jerusalén (1142), que la transformó en sede de una de sus encomiendas dentro del Gran Priorato de Navarra de la Orden de San Juan de Jerusalén.
Conquistada la zona a los musulmanes, el rey aragonés Alfonso I El Batallador, concede el «Fuero de Cornago» a los que vinieran a poblar el «lugar de Cabanillas». Por vez primera aparece en un documento el nombre de Cabanillas. Probablemente ya existió algún asentamiento con anterioridad a esta concesión, con gentes dedicadas a la explotación ganadera y al cultivo de las tierras más fértiles del entorno. En 1142 el rey García Ramírez dona las villas de Cabanillas y Fustiñana a la Orden Hospitalaria de los Caballeros de San Juan de Jerusalén y en 1197 ante el auge que toma la encomienda formada por dichas villas, son desdobladas formando desde entonces dos encomiendas independientes.
A finales del siglo XII se inicia la construcción de la iglesia románica sanjuanista, considerada una de las joyas románicas más meridionales de Navarra, restaurada hace unos años por la institución Príncipe de Viana.
En 1252, el rey de Navarra, de la casa francesa de Champaña, Teobaldo I, concede permiso a las villas de Cabanillas y Fustiñana y a la Orden Hospitalaria, para hacer presa en el río Ebro y abrir acequia para regar sus tierras, siempre que dejasen paso para las naves. Las dos villas y la orden militar, construyeron las tres primeras leguas de acequia, llamándose entonces «Acequia del Ebro». En 1444, el Príncipe de Viana, concede ese derecho a la villa de Tauste, y es desde entonces cuando comienza a denominarse Acequia de Tauste. En 1558, Felipe II concede la participación en la misma, a la villa de Buñuel, viendo los cuatro pueblos condueños confirmados sus derechos, privilegios y concesiones por los reyes Felipe III, Felipe IV y Felipe V. Incautado por la corona (1781-1848) y agregado a las obras del Canal Imperial de Aragón, su modernización y la construcción de un dique de contención en el río Ebro, mejoraron sustancialmente la utilidad del canal y el aprovechamiento de tierras hasta entonces improductivas.
Hacia mediados del siglo XIX, el lugar tenía contabilizada una población de 350 habitantes. La localidad aparece descrita en el quinto volumen del Diccionario geográfico-estadístico-histórico de España y sus posesiones de Ultramar de Pascual Madoz de la siguiente manera:

CABANILLAS: v. con ayunt. en la prov., aud. terr. y c. g. de Navarra (á Pamplona 17 leg.), merind. y part. jud. de Tudela (1/2), dióc. de Tarazona (5): sit. á a izq. del r. Ebro, sobre una altura inmediata al canal de Taute, donde la combaten principalmente los aires del N., y goza de clima sano, siendo las enfermedades mas comunes algunas terecianas: tiene 65 casas distribuidas en 3 calles y una plaza; casa municipal, panaderia, taberna, una tienda de comestibles, escuela de primeras letras dotada con 60 robos de trigo anuales, á la que concurren 25 niños; otra frecuentada por 10 niñas, cuya maestra percibe 28 robos de trigo (tambien anuales); 1 parr. (la Natividad de Ntra. Señora), servida por un párroco vicario de segundo ascenso, que presenta y nombra el gran prior de Navarra, y por un capellan que desempeña el ministerio parr. en ausencia y enfermedades del vicario, y celebra la misa de alba; y una ermita dedicada á San Roque, sostenida por los vec. El cementerio se halla junto á la igl. en parage que no perjudica á la salud pública. Confina el térm. N. Tudela; E. Bardenas reales; S. Fustiñana, y O. Bocal Real, estendiéndose una leg. de N. á S., y 1/2 de E. á O.; dentro de esta circunferencia existe el cas. de Belver, donde habitan dos familias dedicadas á la agricultura. El terreno es de la mejor calidad: comprende algunos prados naturales formados de tierras que se hallan abandonadas á consecuencia de la materia salitrosa de que abunda su superficie, desde que se construyó el Canal imperial de Aragon. Los montes ofrecen buenas yerbas de pasto que utilizan los hab. mancomunadamente con los de otros pueblos; y la parte destinada á cultivo contiene varios trozos de huerta, la cual se riega con las aguas de la mencionada acequia ó canal de Tauste, que tambien aprovechan para el consumo doméstico. Ultimamente, cruza por el pueblo el camino que desde Tauste dirige á Tudela, y el correo se recibe de esta c. dos veces á la semana. prod.: trigo, cebada, legumbres, hortaliza, lino, cáñamo y frutas; se cria ganado lanar y cabrio, con bastante caballar, y hay caza de varias clases. pobl.: 70 vec., 350 alm. cap. prod.: 178,589 rs. Asciende el presupuesto municipal á 6,740 rs., que se cubren con el arriendo de la tienda de abaceria, panaderia y taberna, con el prod. de las yerbas del monte y huerta, y con el trigo que anualmente pagan los vec. por cánon que de esta especie se les impuso sobre los terrenos que se les repartieron. La riqueza de esta v. podria aumentarse considerablemente, si recogiendo las aguas que descienden por los barrancos de las Bardenas se beneficiase una espaciosa llanura que hay hácia al E., reponiendo en ella la labranza y plantio de viñas que tuvo en el siglo XIV.
(Madoz, 1846, p. 17)

Por otro lado, desde época medieval, Cabanillas, forma parte junto con Fustiñana, Tudela, Cortes, Buñuel, Carcastillo, Mélida, Caparroso, Villafranca, Cadreita, Valtierra, Arguedas, Santacara, Marcilla, Falces, Peralta, Funes, Milagro y Corella, el Monasterio de la Oliva y los valles de Roncal y Salazar, la comunidad de Bardenas Reales de Navarra.
El canal de Tauste y las Bardenas Reales, han sido los dos pilares fundamentales sobre los que se ha basado la supervivencia de Cabanillas, durante sus más de 800 años de existencia, hasta fechas recientes.

## Demografía
Cabanillas cuenta con una población de 1376 habitantes (INE 2024).
| Gráfica de evolución demográfica de Cabanillas entre 1842 y 2021 |
| |
| Población de derecho según los censos de población del INE Población de hecho según los censos de población del INEEn este censo se denominaba Cabanillas y Bellber: 1842 |

## Economía

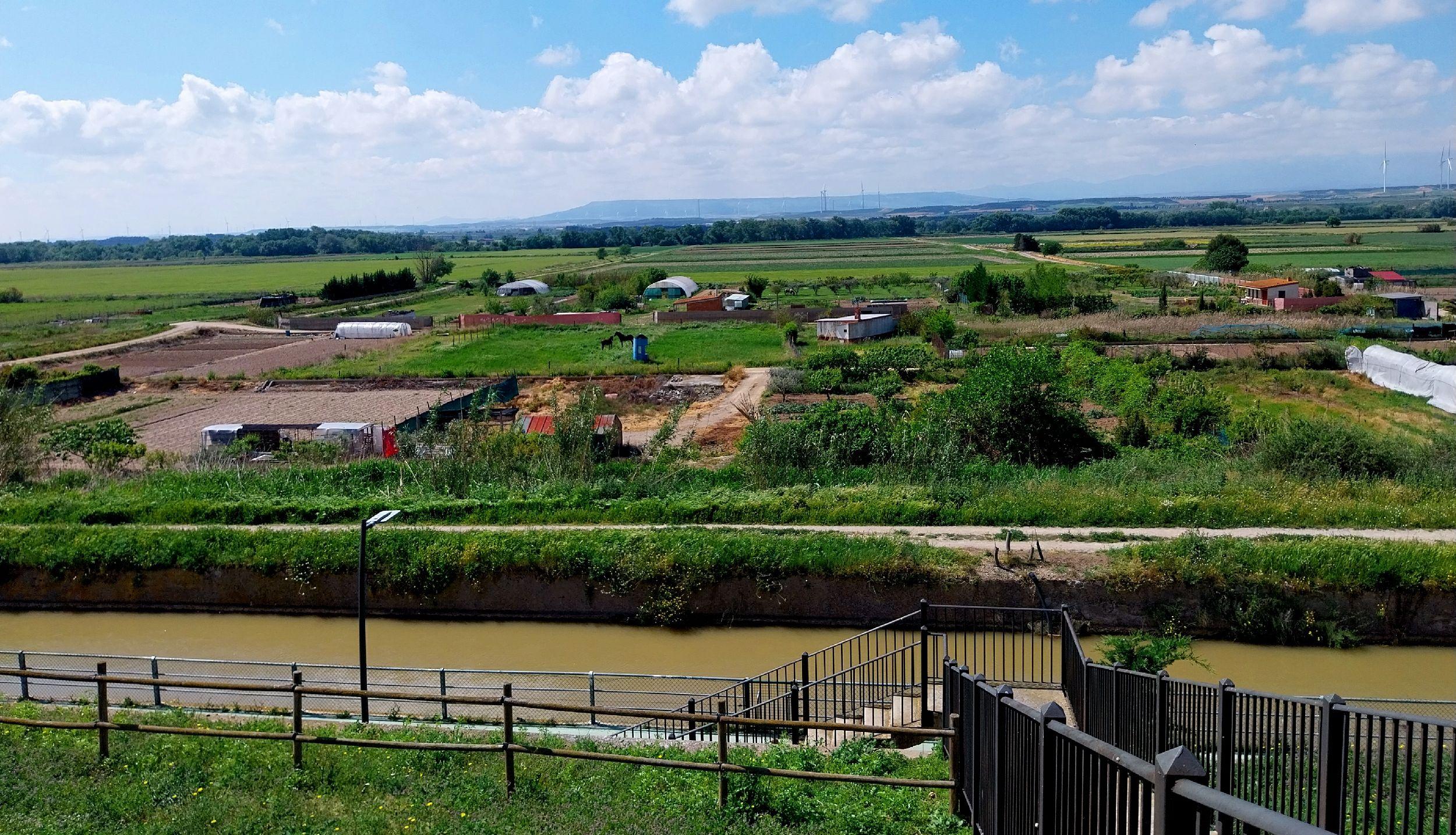
El canal de Tauste en Cabanillas

La economía del municipio basa su mayoría en el sector primario. Los cultivos se riegan por aspersión con agua elevada del canal de Tauste y llevada por tuberías a más de 1000 robadas de diversos cultivos, esta zona era antes conocida como Viñas Viejas. El canal de Tauste está en la base de todas las mejoras y ampliaciones del regadío, que hoy ocupa casi el 25 % de la superficie cultivada. El municipio se dedica principalmente al cultivo de maíz y hortalizas, entre las que destacan el tomate, alcachofas, el guisante verde, la coliflor y el bróculi.

## Administración y política

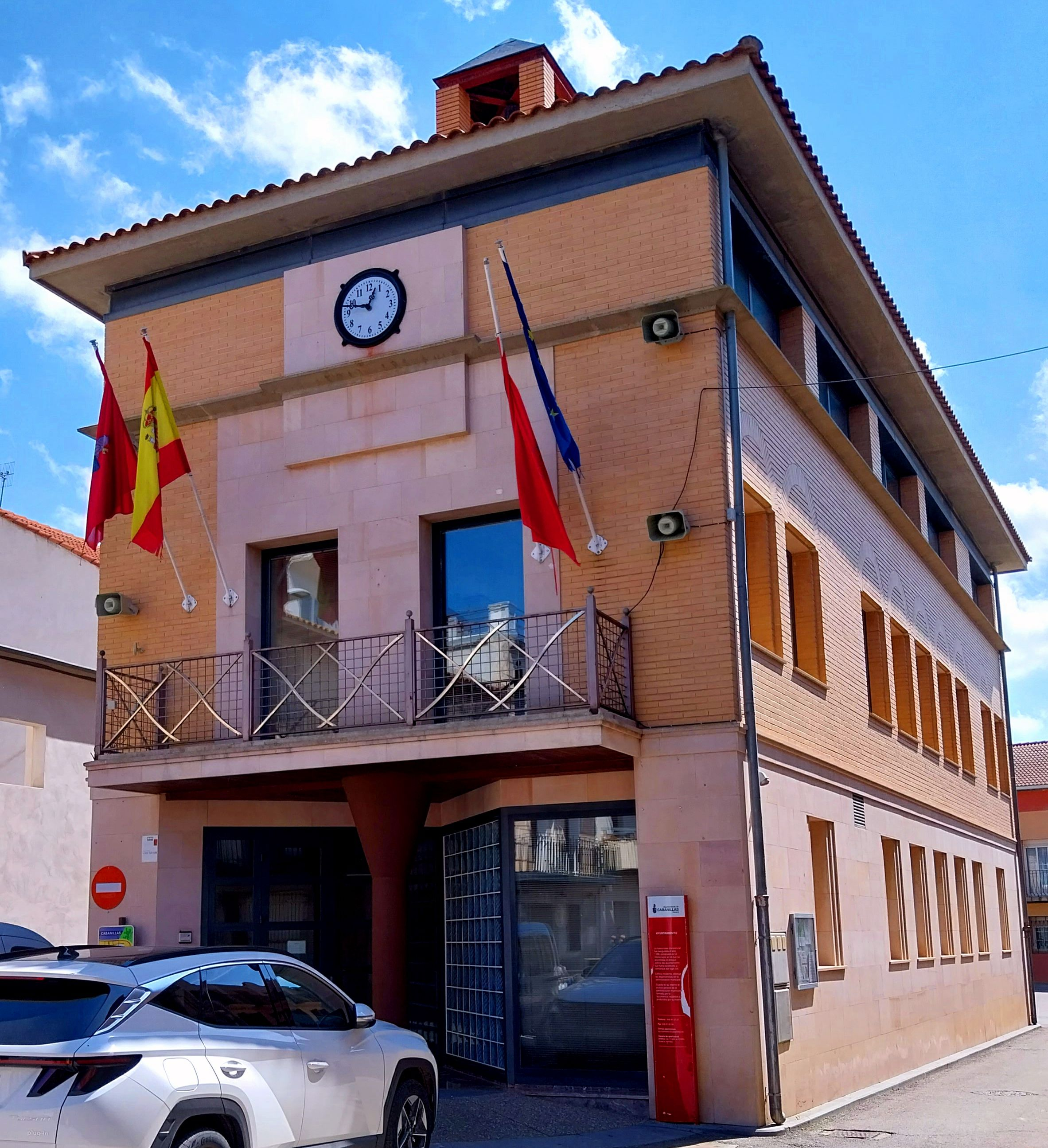
Edificio del Ayuntamiento de Cabanillas, inaugurado en 1996

| Periodo   | Nombre                     | Partido | Partido                                  |
| --------- | -------------------------- | ------- | ---------------------------------------- |
| 1991-2003 | Jesús Santos Pérez         |         | Partido Socialista de Navarra (PSN-PSOE) |
| 2003-2011 | Ana María Rodríguez Enériz |         | Partido Socialista de Navarra (PSN-PSOE) |
| 2011-2015 | Alberto Santos Alegría     |         | Partido Socialista de Navarra (PSN-PSOE) |
| 2015-2019 | Jesús Santos Pérez         |         | Partido Socialista de Navarra (PSN-PSOE) |
| 2019-2023 | Gustavo Rodríguez Aguado   |         | Partido Socialista de Navarra (PSN-PSOE) |
| 2023-act. | Raquel Paz Aperte          |         | Partido Socialista de Navarra (PSN-PSOE) |

| Partido político                           | 2019               | 2019               | 2015  | 2015       | 2011  | 2011       | 2007  | 2007       | 2003  | 2003       | 1999  | 1999       | 1995  | 1995       |
| Partido político                           | %                  | Concejales         | %     | Concejales | %     | Concejales | %     | Concejales | %     | Concejales | %     | Concejales | %     | Concejales |
| Partido Socialista de Navarra (PSN-PSOE)   | 68,97              | 7                  | 57,06 | 6          | 52,00 | 5          | 38,49 | 4          | 62,13 | 6          | 69,02 | 7          | 66,22 | 6          |
| Navarra Suma (NA+)                         | 27,14              | 2                  | —     | —          | —     | —          | —     | —          | —     | —          | —     | —          | —     | —          |
| Unión del Pueblo Navarro (UPN)             | Navarra Suma (NA+) | Navarra Suma (NA+) | 19,91 | 2          | 29,94 | 3          | 28,05 | 2          | 34,11 | 3          | 29,04 | 2          | 31,76 | 3          |
| Partido Popular (PP)                       | Navarra Suma (NA+) | Navarra Suma (NA+) | 18,63 | 1          | 14,29 | 1          | —     | —          | —     | —          | —     | —          | —     | —          |
| Agrupación Progresista de Cabanillas (APC) | —                  | —                  | —     | —          | —     | —          | 32,55 | 3          | —     | —          | —     | —          | —     | —          |

## Cultura
Folclore navarro-aragonés así como expresiones a la hora de hablar descendientes del antiguo romance navarro-aragonés y del que hoy queda la fabla aragonesa en la provincia de Huesca.

### Patrimonio

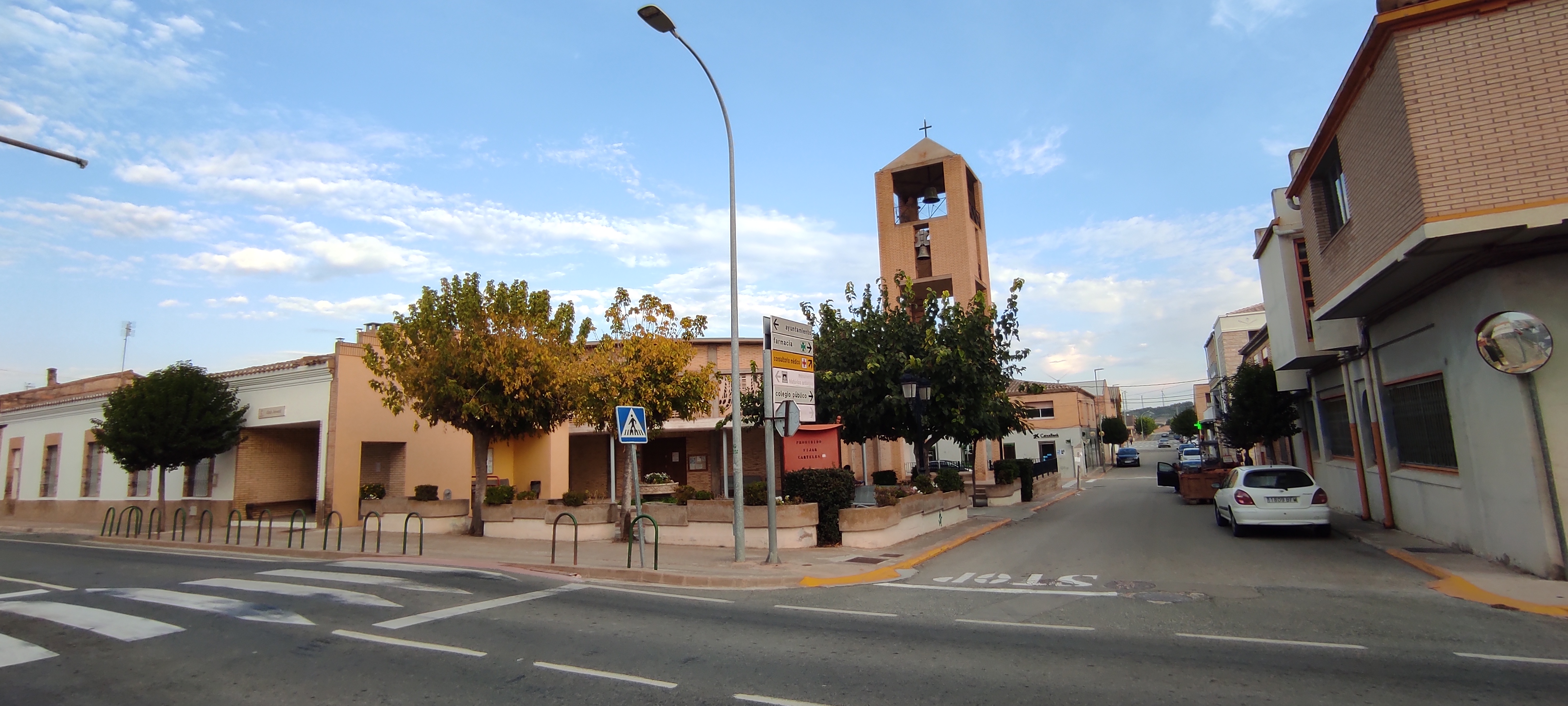
Iglesia de la Asunción

En el municipio, desde uno de sus lugares más altos y con vistas al canal y la huerta cabanillera, se encuentra la iglesia de San Juan de Jerusalén. Esta iglesia perteneció a la Orden Militar de San Juan de Jerusalén. De la primitiva construcción románica (de la segunda mitad del siglo XII) solo se conserva el ábside semicircular cubierto con bóveda de horno y con ventanales de medio punto, y los muros de la nave, que se cubrió a finales del siglo XV con bóvedas de crucerías estrellada. La portada románica, que se desplazó a comienzos de este siglo desde los pies al extremo del lado de la epístola, presenta los capiteles decorados con motivos vegetales y anomalísticos.
Otro monumento es la iglesia de la Asunción. Guarda una bella talla de la Inmaculada, de escuela de Gregorio Fernández (primer tercio del siglo XVII) y un retablo pintado sobre tabla, bajo la advocación de Santa Catalina, de la primera mitad del siglo XVI.

### Fiestas
- Semana Santa: El Domingo de Resurrección a las 11.30 se celebra el tradicional «Encuentro entre el ángel y la virgen», después es la misa y posteriormente se representa el Judas sobre las 13 horas en la plaza del ayuntamiento.
- 15 de mayo: San Isidro.
- Mediados de mayo: fiestas de primavera. «Los Quintos» colocan el tradicional «mayo» con el cual se motivan a los dioses para que haya buenas cosechas.
- Del 15 al 21 de agosto: fiestas patronales.
- Último fin de semana de septiembre: San Roque.

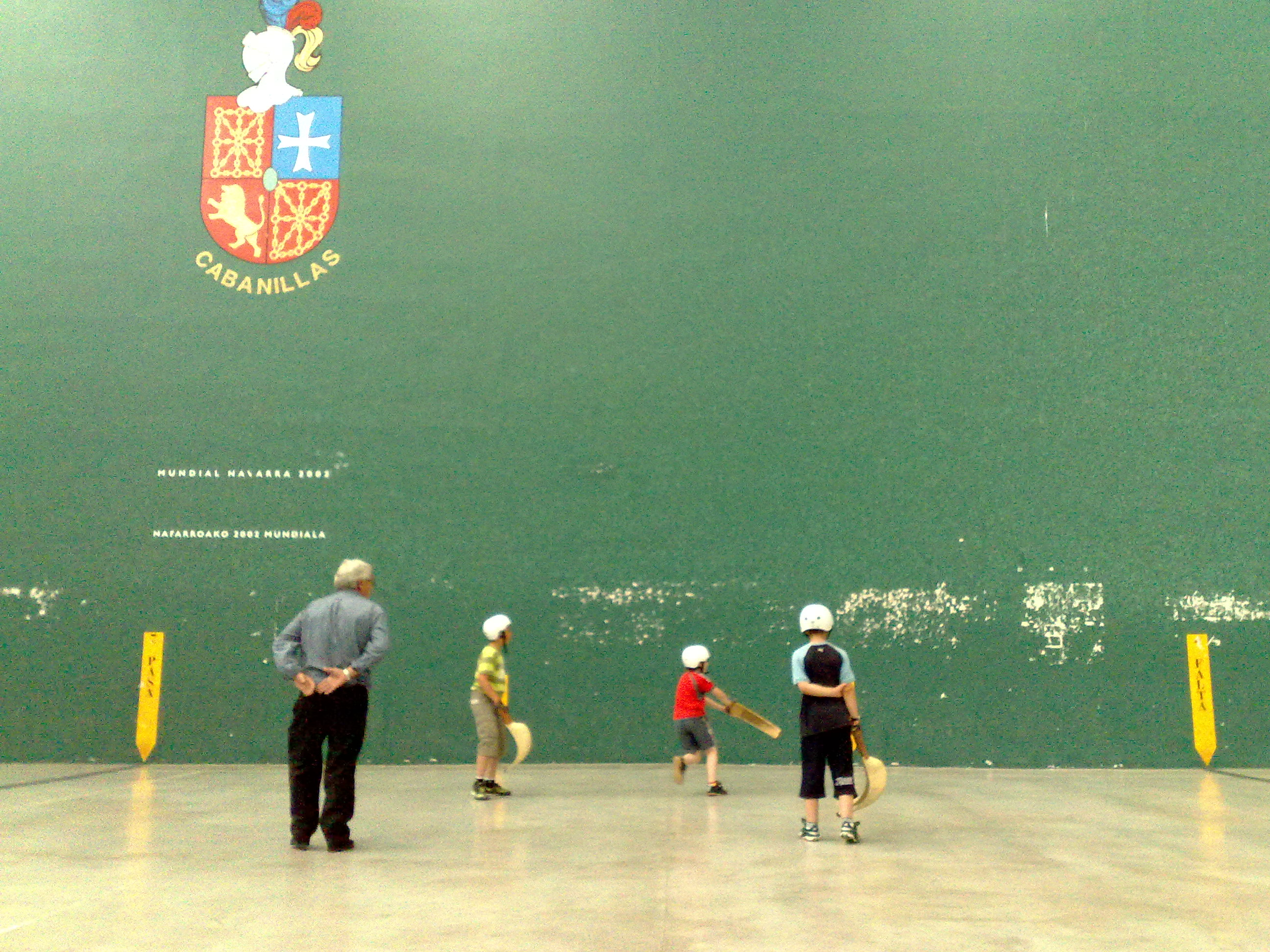
Frontón de Cabanillas

### Deporte
En Cabanillas existen varias asociaciones dedicadas al fomento del deporte:
- AD Cabanillas
- Club de Cesta Punta Jai Alai

### Aventura
En la región existen varias empresas dedicadas al deporte de aventura, y en Cabanillas existe una gran oferta de casas rurales que permiten la práctica de estos deportes con una mayor comodidad. A escasos 7 km de Cabanillas se encuentra Tudela y el Río Ebro que gracias a su gran caudal al paso de por localidad permite el descenso en piragua o la observación de la fauna de la región. Un activo de la zona son las rutas por las Bardenas Reales.